# خط لاي

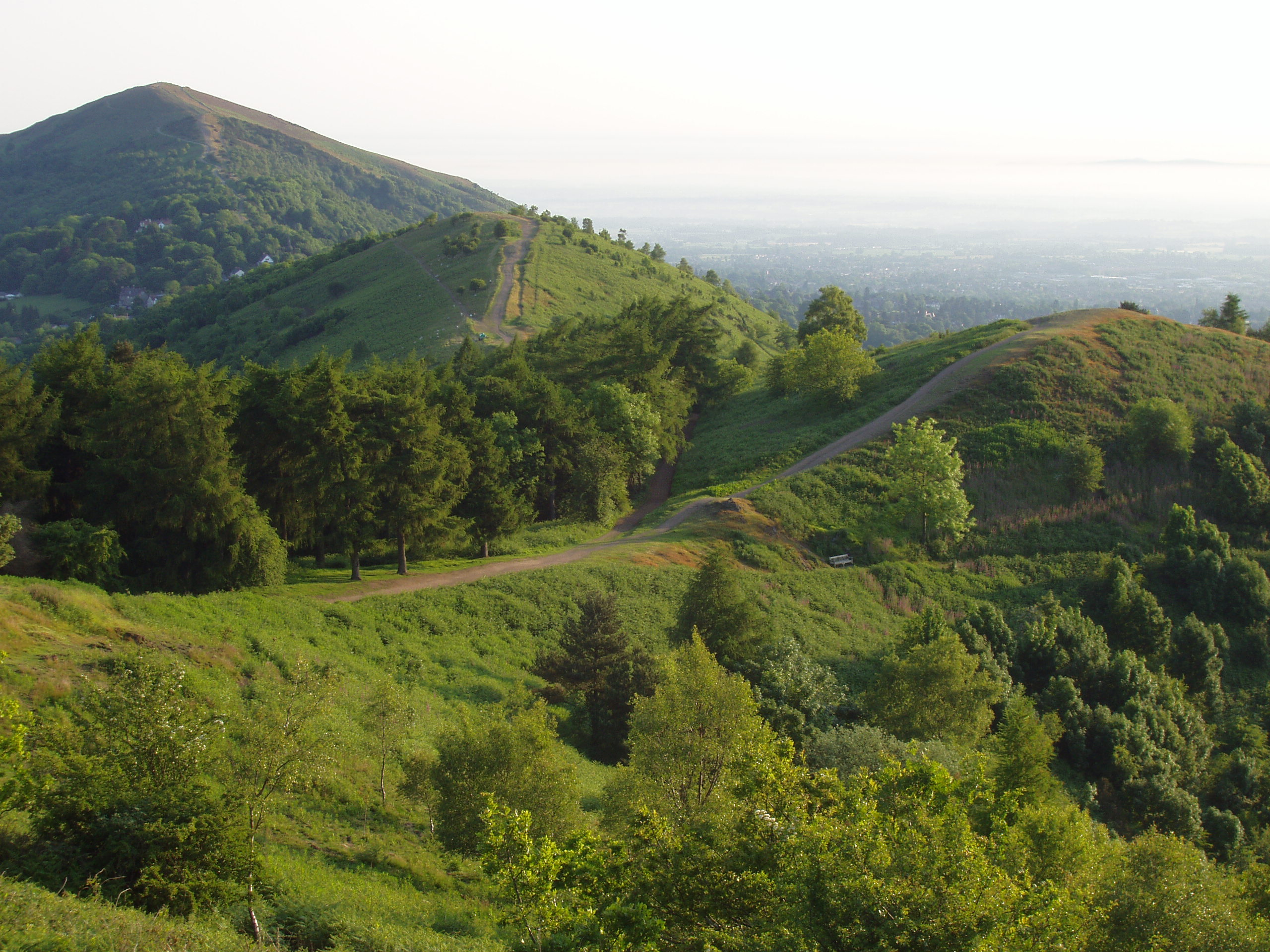
تلال مالفيرن Malvern Hills التي كان يعتقد ألفرد أن خط لاي يمر من خلالها

خطوط لاي هي خطوط وهمية يعتقد العلماء[بحاجة لمصدر] أن الأماكن المقدسة ومناطق الحضارات التاريخية كلها موجودة على استقامتها. ففي سنة 1921 استطاع أحد المؤرخين (ألفرد واتكينز) أن يلاحظ أن كل العلامات الأرضية القديمة موجودة في نمط متناسق وفي خطوط مستقيمة.
ورغم أن العلماء لم يهتموا في البداية بملاحظات الفرد واتكينز إلا أنهم قد عثروا بالفعل على العديد من الدلائل على صحة كلامه.[بحاجة لمصدر]
ويعتقد الباحثون [بحاجة لمصدر]أن خطوط اللاي في الواقع هي خطوط ملاحية.
ولا يوجد حتى الآن أي تفسير واضح لهذه الخطوط إلا أن الاحتمال الأكبر هو كون القدماء كان لديهم أمر خاص بهم لم نكتشفه حتى يومنا هذا.[بحاجة لمصدر]